# Синець звичайний
Синець звичайний (Ballerus ballerus) — риба родини ялецевих. Довжина до 30 см (іноді більше), вага до 1 кг (найчастіше 200 — 300 г). Поширений у річках і великих озерах басейнів Балтійського, Каспійського, Чорного й Азовського морів. Об'єкт промислу. В Україні вважається малочисельним, хоча складає суттєву частку уловів рибалок-спортсменів і аматорів у Дніпрі в межах Києва[джерело?].